# Tabula Rasa (Ste van Holm-album)
 For alternative betydninger, se Tabula Rasa (flertydig). (Se også artikler, som begynder med Tabula Rasa)
Tabula Rasa er titlen på Ste van Holms andet fuldlængde album, som udkom i 2004.

Albummet er delvist indspillet i Klaus Schønnings studie. Tabula Rasa blev komponeret mens Ste van Holm stadig gik i gymnasiet, men da han på dette tidspunkt endnu ikke havde tilstrækkeligt optageudstyr, skulle der gå en del år, før albummet blev indspillet. 

De seks instrumentale numre lægger sig stilmæssigt op ad genren New Age, som albummet dog også distancerer sig fra. Ste van Holm har i et interview udtalt, at han ønskede at tilføje noget mørke til det ellers problemfrie New Age univers, og dermed skabe en genre han kaldte Heavy New Age.
 Albummet er produceret af musikeren Klaus Schønning, som i mange år havde førerpositionen indenfor New Age i Danmark. Schønning har dog aldrig vedkendt sig genrebetegnelsen New Age, og måske netop derfor har Tabula Rasas stræben mod et mørkere udtryk tiltalt ham.

I CDens cover nævnes det, at Ste van Holm spiller på en såkaldt Aurotron. Aurotronen er ikke et instrument i sig selv, men lyd skabt på baggrund af optagelser af nordlys. Nordlys genererer ikke nogen lyd, men består af elektromagnetisk stråling som nemt kan optages ved hjælp af en transistorradio. Aurotronen er en musisk bearbejdning af de frekvenser et nordlysudbrud generer, og kan høres både 'au naturel' og som musisk instrument i starten af 'Tabula Primus'.

## Genudgivelse
Da det i 2008 blev besluttet at gøre Tabula Rasa tilgængeligt i forskellige online butikker, som f.eks. iTunes, gav Ste van Holm albummet en opdatering. Først og fremmest havde alle numre glidende overgange, hvilket ikke fungerer med henblik på downloads. For det andet var der passager som lød ufærdige da albummet oprindeligt blev lanceret i 2004. De originale flersporsoptagelser blev fundet frem, og alle numre blev gennemarbejdet på ny. Tydeligst er det at høre på Tabula Qvintus, som fik en to minutter lang intro, og blev beskåret i sin eksperimenterende anden halvdel. Andre steder blev dele der oprindeligt var spillet på synteziser, udskiftet med 'rigtige' instrumenter såsom spansk guitar, mandolin og chapman stick.

## Trackliste
- Tabula Primus
- Tabula Secundus
- Tabula Tertius
- Tabula Quartus
- Tabula Quintus
- Tabula Sextus

## Medvirkende
- Klaus Schønning
- Ste van Holm
- Anita Rübberdt
- Ann-Louise Nielsen
- Kirsty McLean
- Liv Thrane